# Trematopygus bicolor
Trematopygus bicolor là một loài tò vò trong họ Ichneumonidae.